# Melasma (género)
Melasma (género) é um género botânico pertencente à família Orobanchaceae.

## Espécies
O género Melasma é formado por 35 espécies:
1. Melasma alectroides
2. Melasma arvense
3. Melasma asperrimum
4. Melasma atrosanguineum
5. Melasma avense
6. Melasma barbatum
7. Melasma basuticum
8. Melasma brasiliense
9. Melasma brasiliensis
10. Melasma brevipedicellatum
11. Melasma capense
12. Melasma commune
13. Melasma cordatum
14. Melasma dentatum
15. Melasma hippocrepandrum
16. Melasma hispidum
17. Melasma indicum
18. Melasma luridum
19. Melasma melampyroides
20. Melasma natalense
21. Melasma nyassense
22. Melasma orobanchoides
23. Melasma ovatum
24. Melasma parviflorum
25. Melasma pedicularioides
26. Melasma physalodes
27. Melasma pictum
28. Melasma rhinanthoides
29. Melasma rigidum
30. Melasma scabrum
31. Melasma sessiliflorum
32. Melasma spathaceum Melasma strictum
33. Melasma thomsoni
34. Melasma welwitschii
35. Melasma zeyheri